# Eduardo Muñoz (actor)

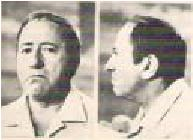
Eduardo Muñoz en una foto promocional del programa cómico televisivo Hupumorpo (1974), por Canal 13 (Buenos Aires).

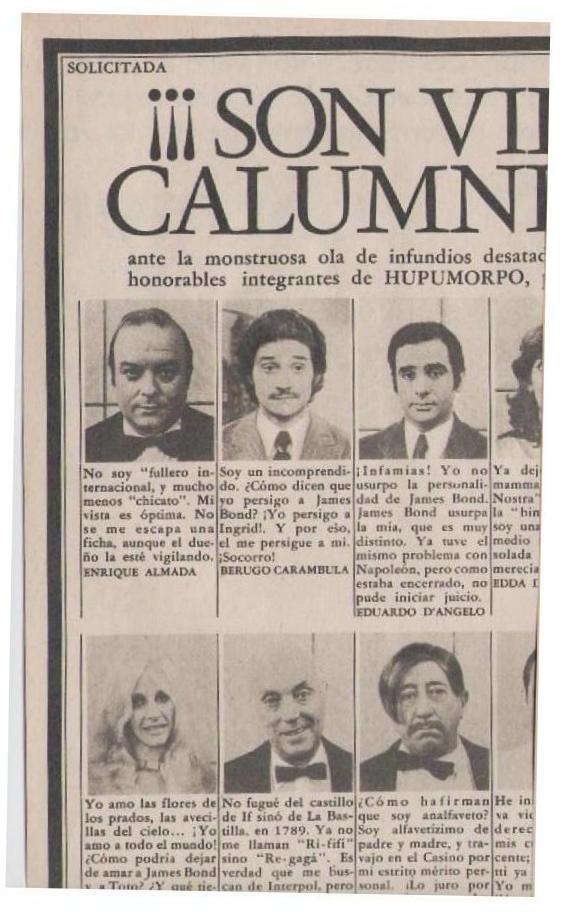
Foto promocional de Hupumorpo (1974). Muestra fotografías de
Enrique Almada,
Berugo Carámbula,
Eduardo D'Angelo,
Gabriela Acher (fragmento),
Katia Iaros,
Maurice Jouvet y
Eduardo Muñoz.

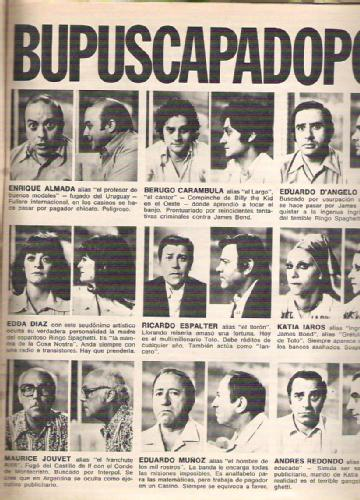
Foto promocional de Hupumorpo (1974). Muestra fotografías de
Enrique Almada,
Berugo Carámbula,
Eduardo D'Angelo,
Edda Díaz (fragmento),
Ricardo Espálter,
Katia Iaros,
Maurice Jouvet,
Eduardo Muñoz y
Andrés Redondo.

Eduardo Muñoz (Argentina, años 1920 - Argentina, años 1980 o 1990) fue un actor de cine, actor de teatro, actor de televisión, humorista, guionista y cineasta argentino.

## Filmografía

### Cine
Eduardo Muñoz participó como intérprete en 18 películas y varias series de televisión:
- 1960: Todo el año es Navidad
- 1962: Dr. Cándido Pérez, Sras.
- 1962: Bajo un mismo rostro.
- 1963: Los inocentes, como Dionisio Ezquellia.[2]
- 1963: Testigo para un crimen, como el inspector Santoni
- 1963: La fin del mundo.
- 1964: Dos quijotes sobre ruedas (estrenada en 1966).
- 1965: Extraña invasión.[2]
- 1967: Placer sangriento, como el policía.
- 1968: Villa Cariño está que arde.
- 1969: El profesor hippie, con Luis Sandrini; como el médico.[3][4]
- 1969: La fiaca.
- 1970: La guita, con Norman Briski.[5]
- 1971: Argentino hasta la muerte.
- 1973: Este loco, loco Buenos Aires, como don Miguel.[6]
- 1973: Las venganzas de Beto Sánchez, con Pepe Soriano; como el gerente Sánchez.[7]
- 1974: La Patagonia rebelde, como Carballeira, dueño del hotel.[8][9]
- 1980: Subí que te llevo, como Enrique, el sirviente de Sandro.[10]

Dirigió el cortometraje cómico, Bajo la piel ―del que también escribió el guion―,
con Emma Cohen,
Alberto Fernández,
Antonio Medina y
Eduardo Úrculo.

### Teatro
- 1964: Francisco Bernardone (obra de teatro) con Jorge de la Riestra, Luis Medina Castro, Juan José Edelman y María Vaner.[13]
- 1974: Colitas pintadas, con Santiago Bal, Jorge Corona, Violeta Rivas, Raúl Lavie, Guido Gorgatti y Amparito Castro.

### Televisión
- 1966: Carola y Carolina (serie de televisión) con Mirtha Legrand y Silvia Legrand.[14]
- 1970: La comedia de los martes (serie de televisión).
- 1971: Así en la villa como en el cielo (serie de televisión), como Mayorano.
- 1972-1973: Gorosito y señora (serie de televisión), como Pepe Fetuchini, que formaba un matrimonio gritón y demasiado indiscreto con Lili de Fetuccini (Mabel Manzotti),[15] vecinos de la familia Gorosito (Santiago Bal y Susana Brunetti).[16][17]
- 1974: La cuñada de Gorosito, como Pepe Fetuchini, esposo de Lili de Fetuccini (Mabel Manzotti), vecinos de la hermana gemela de Susana Brunetti.[18]
- 1974: Hupumorpo (serie de televisión), con Gabriela Acher, Enrique Almada, Berugo Carámbula, Eduardo D'Angelo, Edda Díaz, Ricardo Espalter, Julio Frade, Katia Iaros, Maurice Jouvet, Eduardo Muñoz, Andrés Redondo y Raimundo Soto.[19]
- 1980-1981: Galería (serie de televisión), como Eduardo.[20]
- 1981-1982: El ciclo de Guillermo Brédeston y Nora Cárpena (comedia de situaciones), con Guillermo Brédeston y Nora Cárpena; como varios personajes: Policarpio, Vega, Calixto, Sambrucetti, Pedro y otros.[21]

## Otros actores del mismo nombre
A mediados del siglo XX hubo un bailarín y actor hispano-cubano llamado Eduardo Muñoz (El Sevillanito), que trabajó con Rita Montaner (1900-1958) en la película Sucedió en La Habana (1938).
Existe un actor argentino llamado Eduardo Muñoz, que desde los años 1990 ha trabajado en teatro como actor, asistente general de dirección, y músico.
También hay un actor mexicano llamado Eduardo Muñoz, que en 1998 trabajó en la telenovela Perla, como Enriquito.